# Om Black Jim
"Om Black Jim" är en låt skriven av Joakim Thåström som återfinns på hans platta Skebokvarnsv. 209 från 2005. Låten handlar om diktaren Dan Anderssons död.

## Bakgrund
Den svenska poeten Dan Andersson dog av cyanidförgiftning i rum 11 på Hotell Hellman, i gamla Klarakvarteren i Stockholm år 1920. Hans liv släcktes vid 32 års ålder av misstag, då man hade sprutat cyanväte mot vägglöss och glömt att vädra. Han hittades död i sin säng.
Dan Andersson växte upp och bodde i Dalarnas finnbygder (vilket åsyftas av "en fattig finnmarksbror" i låttexten). Han skrev ett flertal klassiska diktsamlingar och visor, och under några år var Andersson även verksam som skribent på den socialdemokratiska tidningen Ny Tid i Göteborg, under pseudonymen "Black Jim".
Anderssons tragiska bortgång har liknats vid en rockstjärnedöd, och blev tidigt mytisk. Förutom "Om Black Jim" har han även nått populärmusiken via Hootenanny Singers, som tonsatte hans dikt "Jag Väntar Vid Min Mila".
Hotel Hellman revs på 1960-talet, men en bronsplakett har satts upp på adressen till Anderssons minne.

## Handling
Låttexten beskriver hur "de kommer från Fabriken" till "Klara Natthotell", en allegori för hur döden hämtar Dan Andersson, som av slump eller på hugskott.
Texten nämner "mannen i rum 23" som ska väckas eftersom ”ibland har dom ingen koll alls på vem dom ska ta med”, alltså att det lika gärna kunde varit gästen i 23:an som hämtades av fabriken.
Det görs även hänvisningar till Anderssons diktning, såsom "till Himmelmora kam" taget ur En Spelmans Jordafärd. 
I sista versen övergår texten alltmer till att behandla döden i allmänhet. Detta tema kulminerar i stroferna "Ingen kommer undan, ingen vet än hur man slipper från [...] inga pengar i världen hjälper, inga mutor, ingen bön".